# Casarabonela
Casarabonela is een gemeente in de Spaanse provincie Málaga in de regio Andalusië met een oppervlakte van 114 km². In 2007 telde Casarabonela 2769 inwoners.